# Itä-Järvikäinen
Itä-Järvikäinen är en sjö i Gällivare kommun i Lappland och ingår i Kalixälvens huvudavrinningsområde.